# Клейза, Саулюс
Саулюс Клейза (лит. Saulius Kleiza; род. 2 апреля 1964, Каунас) — советский и литовский легкоатлет, специалист по толканию ядра. Выступал за сборные СССР и Литвы по лёгкой атлетике в 1987—2000 годах, многократный чемпион Литвы, действующий рекордсмен страны в толкании ядра в закрытых помещениях, участник двух летних Олимпийских игр.

## Биография
Саулюс Клейза родился 2 апреля 1964 года в Каунасе, Литовская ССР.
Первых серьёзных успехов в толкании ядра добился в сезоне 1987 года, когда сначала на домашних соревнованиях в Каунасе установил ныне действующий национальный рекорд в закрытых помещениях (20,69), а позже на турнире в Леселидзе показал 17-й результат мирового сезона на открытом стадионе (20,91). Будучи студентом, представлял Советский Союз на Универсиаде в Загребе, но здесь провалил все свои попытки, не показав никакого результата.
В 1990 году одержал победу на чемпионате Литвы в Вильнюсе.
В 1991 году в Вильнюсе показал четвёртый результат мирового сезона — 20,67 метра.
В 1994 году стал четвёртым на Играх доброй воли в Санкт-Петербурге, закрыл десятку сильнейших на чемпионате Европы в Хельсинки.
В 1995 году в обоих случаях занял 13-е место на чемпионате мира в помещении в Барселоне и на чемпионате мира в Гётеборге.
Благодаря череде удачных выступлений удостоился права защищать честь страны на летних Олимпийских играх 1996 года в Атланте — на предварительном квалификационном этапе толкнул ядро на 18,21 метра, чего оказалось недостаточно для выхода в финал.
На чемпионате мира 1997 года в Афинах показал в финале 11-й результат.
В 1998 году отметился выступлением на чемпионате Европы в Будапеште.
В 1999 году был десятым на чемпионате мира в Севилье.
Принимал участие в Олимпийских играх 2000 года в Сиднее — на сей раз показал в толкании ядра результат 18,59 метра, с которым вновь в финал не вышел.
В 2001 году в очередной раз победил на чемпионате Литвы и на этом завершил активную спортивную карьеру.
Впоследствии проявил себя в ветеранском спорте. Так, в 2014 году выиграл серебряную медаль в толкании ядра на мастерском чемпионате Европы по лёгкой атлетике в Измире среди спортсменом старше 35 лет.